# Rosalie Crutchley
Rosalie Sylvia Crutchley (4 de janeiro de 1920 — 28 de julho de 1997) foi uma atriz britânica. Formada na Royal Academy of Music, ela era talvez mais conhecida por suas atuações na televisão, mas teve uma longa e bem-sucedida carreira no teatro e no cinema, fazendo sua estreia como atriz em 1932.

## Carreira
Sua estreia no cinema foi como a violinista Elizabeth Rusman em Take My Life (1947). Ela interpretou Madame Defarge duas vezes nas adaptações de A Tale of Two Cities, tanto no filme de 1958 quanto na série de televisão de 1965.
Interpretou Catherine Parr na série de TV de 1970, The Six Wives of Henry VIII, e interpretou a mesma personagem na sequência, Elizabeth R (1971). Ela já havia retratado a primeira esposa do rei Henrique, Catarina de Aragão, no filme de 1953, Entre a Espada e a Rosa.
Os seus outros papéis incluíram Sra. Sparsit em Hard Times (ITV, 1977) e Electra, My Love (1974). Também estrelou na produção de 1979 de Testament of Youth da BBC, interpretando o papel da Sra. Penrose diretora do Somerville College, de Oxford. Ela participou dos filmes Quo Vadis (1951), como Acte, a ex-amante do imperador Nero (Peter Ustinov), e Desafio do Além (1963), como a sinistra governanta Sra. Dudley.
Crutchley também apareceu em adaptações para o cinema de dois romances de A. J. Cronin, O Jardineiro Espanhol (1956) e Algemas Quebradas (1959), e interpretou uma tia solteirona na adaptação para TV de Brendon Chase (1980-81). Ela teve dois papéis especiais em Casualty, em 1992 e 1995. Ela também teve uma curta, mas memorável, aparição no filme Quatro Casamentos e Um Funeral (1994).
Atuou em apenas um filme musical, O Homem de La Mancha (1972), baseado na bem-sucedida adaptação musical da Broadway, como governanta de Dom Quixote. Sua última aparição foi no episódio piloto da série de TV, Midsomer Murders, no papel de Lucy Bellringer. Foi ao ar em 1997, pouco antes de ela morrer.

## Vida pessoal
Ela se casou duas vezes, primeiro com o ator Dan Cunningham em 1939 e depois com o ator Peter Ashmore em 1946. Ambos os casamentos terminaram em divórcio. Ela teve dois filhos, o físico Jonathan Ashmore e Catherine Ashmore.

## Filmografia

### Cinema
| Ano  | Título                        | Papel               | Nota(s) |
| ---- | ----------------------------- | ------------------- | ------- |
| 1947 | Take My Life                  | Elizabeth Rusman    |         |
| 1950 | Prelude to Fame               | Carlotta Ferugia    |         |
| 1951 | The Lady with a Lamp          | Sra. Sidney Herbert |         |
| 1951 | Quo Vadis                     | Claudia Acte        |         |
| 1953 | Malta Story                   | Carmella Gonzar     |         |
| 1953 | The Sword and the Rose        | Catarina de Aragão  |         |
| 1954 | Flame and the Flesh           | Francesca           |         |
| 1955 | Make Me an Offer              | Bella               |         |
| 1956 | The Gamma People              | Frau Bikstein       |         |
| 1956 | The Spanish Gardener          | Magdalena           |         |
| 1957 | Miracle in Soho               | Mafalda Gozzi       |         |
| 1957 | Seven Thunders                | Therese Blanchard   |         |
| 1958 | A Tale of Two Cities          | Madame Defarge      |         |
| 1959 | Beyond This Place             | Ella Mathry         |         |
| 1959 | The Nun's Story               | Irmã Eleanor        |         |
| 1960 | Sons and Lovers               | Sra. Leivers        |         |
| 1961 | No Love for Johnnie           | Alice Byrne         |         |
| 1962 | Freud: The Secret Passion     | Amalia Freud        |         |
| 1963 | The Haunting                  | Sra. Dudley         |         |
| 1963 | The Model Murder Case         | Maude Klein         |         |
| 1964 | Behold a Pale Horse           | Teresa Viñolas      |         |
| 1970 | Wuthering Heights             | Sra. Earnshaw       |         |
| 1971 | Whoever Slew Auntie Roo?      | Miss Henley         |         |
| 1971 | Creatures the World Forgot    | A velha             |         |
| 1971 | Blood from the Mummy's Tomb   | Helen Dickerson     |         |
| 1972 | Au Pair Girls                 | Lady Tryke          |         |
| 1973 | The House in Nightmare Park   | Jessica Henderson   |         |
| 1973 | And Now the Screaming Starts! | Sra. Luke           |         |
| 1974 | Mahler                        | Marie Mahler        |         |
| 1976 | The Message                   | Somaya              |         |
| 1983 | The Keep                      | Josefa              |         |
| 1988 | A World Apart                 | Sra. Harris         |         |
| 1990 | The Fool                      | Sra. Harris         |         |
| 1994 | Four Weddings and a Funeral   | Sra. Beaumont       |         |
| 1994 | A Pin for the Butterfly       | Anna                |         |